# ミンコフスキー空間
ミンコフスキー空間（ミンコフスキーくうかん、英: Minkowski space）とは、非退化で対称な双線型形式を持つ実ベクトル空間である。ドイツの数学者のヘルマン・ミンコフスキーに因んで名付けられている。アルベルト・アインシュタインによる特殊相対性理論を定式化する枠組みとして用いられる。この特定の設定の下では空間に時間を組み合わせた時空を表現するため、物理学の文脈ではミンコフスキー時空とも呼ばれる。

## 構造
(m,n)-型のミンコフスキー空間 Mm,n は、まず計量を無視して単なるベクトル空間と考えるとm-次元ユークリッド空間と n-次元ユークリッド空間の直和 Mm,n = Em⊕En と定義されるものである。
（すなわち、集合としては直積集合 Mm,n = Em×En であり、V ∈ Mm,n に対して V(m) ∈ Em, V(n) ∈ En がただ一組存在して順序対として
V=(V(m),V(n))
と表され、加法とスカラー倍は、 a, b ∈ R に対して
aV+bW = (aV(m)+bW(m), aV(n)+bW(n))
であり、零ベクトル 0 ∈ Mm,n は、それぞれの零ベクトル 0(m)∈Em, 0(n)∈En の順序対
0=(0(m),0(n))
として定義されるようなものである。）
次元は dim Mm,n = m+n である。

### ミンコフスキー計量
直積空間としての (m,n)-型のミンコフスキー空間 Mm,n = Em×En におけるミンコフスキー計量 η(m,n) は、ユークリッド空間 Em, En におけるユークリッド計量を d(m), d(n) として
{\displaystyle {\begin{aligned}\eta _{(m,n)}(V,W)=&~d_{(m)}(V_{(m)},W_{(m)})\\&-d_{(n)}(V_{(n)},W_{(n)})\end{aligned}}}
で定義される。このときV のノルムは
{\displaystyle {\begin{aligned}V^{2}&=\eta _{(m,n)}(V,V)\\&=d_{(m)}(V_{(m)},V_{(m)})-d_{(n)}(V_{(n)},V_{(n)})\\&=(V_{(m)})^{2}-(V_{(n)})^{2}\end{aligned}}}
となる。特に V = (0(m), V(n)) ∈ M(m,n) と選ぶと
{\displaystyle V^{2}=(\mathbf {0} _{(m)})^{2}-(V_{(n)})^{2}=-(V_{(n)})^{2}}
となり、ユークリッド計量の正定値性から、このノルムは負となる。すなわち、ミンコフスキー計量は不定計量である。

### ミンコフスキー内積
ミンコフスキー空間における非退化で対称な双線型形式は、通常のユークリッド空間における内積と見かけ上似通ったものだが、正定値性を要求しないため通常の意味での内積とは限らない。この双線型形式はミンコフスキー内積、あるいはミンコフスキー計量と呼ばれる。
即ちミンコフスキー空間M 上のミンコフスキー内積とは写像 η: M×M→R
（つまり、任意の M 上のベクトル V, W の組に対応する実数 η(V, W) を考えることになる）
であって、次の3つの条件を満たすもののことである：
1. 双線形性: ∀a, b ∈ R, ∀U, V, W ∈ M について
η(aU+bV, W) = aη(U, W) + bη(V, W)
η(W, aU+bV) = aη(W, U) + bη(W, V)
2. 対称性: 任意の V, W ∈ M について η(V, W) = η(W, V)
3. 非退化性: 任意の W∈M について η(V, W) = 0 ならば V = 0

この3条件から正定値性（V≠0 ならば η(V, V)>0）は従わず、これらを満たす写像は通常の意味での内積とは限らないことに注意しなければならない。つまりベクトル V のミンコフスキーノルムの二乗 V2 = η(V, V) は正の数になるとは限らないし、V が零ベクトルでなくても 0 になることがありうる。ここで正定値性はより弱い条件である非退化性に置き換えられており、この内積は不定な内積だといわれる。 
ユークリッド空間と同じように、η(V, W) = 0 となっているとき二つのベクトル V, W は直交しているといわれる。しかし、ミンコフスキー空間では二つのベクトルが張る平面の上で η が常に負になるような場合をも考えることになる。この現象は通常の複素平面が持つユークリッド構造に対する変形として考えられる二次元のクリフォード代数
A = R.1 ⊕ R.v, v2 = 1
の類似と見なすことができる。
ベクトル V は V2 = ±1 を満たすとき単位ベクトルとよばれる。互いに直交する単位ベクトルからなる M の基底は正規直交基底とよばれる。シルベスターの慣性律（あるいはグラム・シュミットの正規直交化法）によって、上の3条件を満たす内積は必ず正規直交基底をもち、基底に現れる正の単位ベクトルと負の単位ベクトルの数は基底の取り方によらないことが従う。この、基底に現れるベクトルの正負の数の対は考えている内積の符号とよばれる。正負の数はミンコフスキー空間をユークリッド空間の直積集合として表したときのそれぞれのユークリッド空間の次元に対応する。正規直交基底のうち、位置に依らない単位ベクトルからなる基底は標準基底と呼ばれる。

## 別の定義の方法
上の節ではミンコフスキー空間がベクトル空間として定義されたが、実ベクトル空間上のアフィン空間として定義する流儀もある。こちらの視点に立てば、ミンコフスキー空間を、ローレンツ群を固定群とするようなポアンカレ群の等質空間だと考えることになる。

## ローレンツ変換
ミンコフスキー空間 M からそれ自身への変換で、ミンコフスキー内積を保つようなものはローレンツ変換とよばれる。

## 相対論的な時空
物理学においては、内積の符号が (−, +, +, ..., +) もしくは (+, −, −, ..., −) であるようなミンコフスキー空間 Md,1 もしくは M1, d が、特殊相対性理論に基づく時空を表現する枠組みとして用いられる。d は空間の次元を表し、通常の3次元空間に時間を組み合わせた4次元時空では d = 3 である。Md,1 もしくは M1, d を Ed と E1 の直和に分解したとき、符号がどちらの場合でも Ed に対応する部分は空間成分と呼ばれ、E1 に対応する部分は時間成分と呼ばれる。標準基底は Ed に対応する単位ベクトルは 1, ..., d で番号付けされ、E1 に対応する単位ベクトルは 0 で番号付けされることが多い。また、この標準基底により数ベクトル空間と同一視したとき、その反変ベクトルとしての成分表示は
V = (V0, V1, ..., Vd)
と並べられることが多い。空間成分はベクトルをボールドで表す慣習によって
V = (V0, V)
で表されることもある。また、時間成分は対応する物理量の記号で表されることもある。
符号が (−, +, +, ..., +) の場合には、2つのベクトル V, W のミンコフスキー内積は成分を用いて
η(V, W) = −V0 W0 + V1 W1 + ... + Vd Wd = (V, W) − V0 W0
と書かれる。また、ノルムは
V2 = η(V,V) = (V1)2 + ... + (Vd)2 −(V0)2 = V2 − (V0)2
と書かれる。η(V, W) = ημν Vμ Wν によりミンコフスキー内積 η を成分表示すれば、行列により
{\displaystyle \eta ={\begin{pmatrix}-1&0&0&\cdots &0\\0&1&0&\cdots &0\\0&0&1&&0\\\vdots &\vdots &&\ddots &\vdots \\0&0&0&\cdots &1\end{pmatrix}}}
となる。この行列式は
det η = −1
となる。
符号が (+,−,−,...,−)
 の場合は
{\displaystyle \eta ={\begin{pmatrix}1&0&0&\cdots &0\\0&-1&0&\cdots &0\\0&0&-1&&0\\\vdots &\vdots &&\ddots &\vdots \\0&0&0&\cdots &-1\end{pmatrix}}}
det η = (−1)d
となる。

### 因果構造

空間の次元のうち2成分のみ示したミンコフスキー空間の図

ミンコフスキー空間の元（4元ベクトル）はそのミンコフスキー内積の符号によって分類される。4元ベクトル V に関して、 
- ηabVaVb = VaVa < 0であるとき V は 時間的 であるといわれる
- ηabVaVb = VaVa > 0 であるとき V は 空間的であるといわれる
- ηabVaVb = VaVa = 0 であるとき V は ヌル的 (光的) であるといわれる

これらの用語は物理学における相対性理論でミンコフスキー空間が使われることからきている。ミンコフスキー空間内のヌルベクトル全体の集合は光円錐を表している。これらの概念は指標系（標準基底の選択）によらずに定義されている。ヌルベクトルについては、二つのヌルベクトルが（ミンコフスキー内積に関して）直交しているならばそれらは平行である、という性質がある。
時間の向き（標準基底の e0）が選ばれると、時間的ベクトルやヌルベクトルを様々なクラスに分けることができる。時間的ベクトルについては
1. 未来方向時間的: ベクトルは負の時間成分（V0）を持つ
2. 過去方向時間的: ベクトルは正の時間成分を持つ

と分類でき、ヌルベクトルについては:
1. ベクトル空間の零元としての零ベクトル:（成分が (0,0,0,0) となる）
2. 未来方向ヌル: ベクトルは負の時間成分をもつ
3. 過去方向ヌル: ベクトルは正の時間成分をもつ

と分類できる。空間的ベクトルとあわせて六つのクラスが考えられることになる。
ミンコフスキー空間の正規直交基底は必ず一つの時間的単位ベクトルと三つの空間的単位ベクトルからなっている。正規直交性を外した基底であればほかの組み合わせも可能になり、例えばすべてヌルベクトルからなるような（互いに直交していない）基底をとることができる。

### 局所平坦時空
厳密にいえば、特殊相対性理論によってミンコフスキー空間をひろがりのある系を記述するために用いることができるのは重力がほとんど無視できる場合のニュートン極限に限られる。重力が無視できない場合には時空は歪み、特殊相対性理論の代わりに一般相対性理論を考えることが必要になる。
しかしながら、等価原理によりそのような場合でも（重力の特異点を除く） 一点の周りの無限小の領域には局所慣性系を敷けることが保証されるので、ミンコフスキー空間でうまく記述できる。抽象的にいえば、重力がある場合には時空はゆがんだ四次元の多様体となり、各点での接空間がミンコフスキー空間となっている、と言い表すことができる。したがってミンコフスキー空間の構造は一般相対性理論においても本質的な役割を果たすことになる。
重力を弱めていった極限では時空は平坦になり、局所的にのみならず大域的にもミンコフスキー空間と見なせるようになる。このことからミンコフスキー空間はしばしば平坦な時空とよばれている。

## 歴史
ミンコフスキー空間の名前はヘルマン・ミンコフスキーにちなんだものである。ミンコフスキーは1907年ごろに、（アルベルト・アインシュタインによって発展させられていた）特殊相対性理論が時間の次元と空間の三つの次元を組み合わせた四次元の時空を用いることで簡素に説明されることを見いだした。
1890年代における双曲四元数の発展によりミンコフスキー空間への道が開かれることになった。実際のところ、数学的にはミンコフスキー空間とは双曲四元数の空間から乗法の情報を忘れて双線形形式
η(p, q) = −(pq* + (pq*)*)/2
（これは双曲四元数の積 pq* によって定まる）のみを残したものと考えることができる。